# Élections générales saskatchewanaises de 1967
L'élection générale saskatchewanaise de 1967 se déroule le 11 octobre 1967 afin d'élire les députés de l'Assemblée législative de la Saskatchewan. Il s'agit de la 16e élection générale en Saskatchewan depuis la création de cette province du Canada en 1905.

## Résultats
| Parti                                | Parti                      | Chef  | # de candidats | Sièges | Sièges | Sièges  | Voix    | Voix    | Voix    |
| Parti                                | Parti                      | Chef  | # de candidats | 1964   | Élus   | % Diff. | #       | %       | % Diff. |
| ------------------------------------ | -------------------------- | ----- | -------------- | ------ | ------ | ------- | ------- | ------- | ------- |
|                                      | Libéral                    |       | 59             | 32     | 35     | +9,4 %  | 193 871 | 45,57 % | +5,17 % |
|                                      | Nouveau Parti démocratique |       | 59             | 25     | 24     | -4 %    | 188 653 | 44,35 % | +4,05 % |
|                                      | Progressiste-conservateur  |       | 41             | 1      | -      | -100 %  | 41 583  | 9,78 %  | -9,12 % |
|                                      | Crédit social              |       | 6              | -      | -      | -       | 1 296   | 0,30 %  | -0,09 % |
| Total                                | Total                      | Total | 165            | 58     | 59     | +1,7 %  | 425 403 | 100 %   |         |
| Source : (en) Elections Saskatchewan |                            |       |                |        |        |         |         |         |         |